# Francisco Alba Rebullido
Francisco Alba Rebullido   (Màlaga, 8 de març de 1888 - segle XX) va ser un militar espanyol que va participar en la Guerra civil espanyola.

## Biografia
Militar professional, pertanyia a l'arma d'infanteria. El juliol del 1936, a l'esclat de la Guerra civil, ostentava el rang de capità i estava destinat en el Regiment d'infanteria «Vitòria» núm. 8 de Màlaga. Després de l'esclat de la contesa es va unir a les forces republicanes, integrant-se més tard en el Exèrcit Popular.
A la fi de desembre de 1936 va assumir el comandament de la 22a Brigada Mixta, en substitució de Francisco Galán Rodríguez. Durant els següents mesos la unitat va prendre part en diverses operacions militars al front de Terol. Durant la contesa hauria arribat a afiliar-se al Partit Comunista. Temps després va passar a manar la 39a Divisió, amb la qual va intervenir en la batalla de Terol. En la primavera de 1938 també va manar per algun temps la 30a Divisió, al front d'Aragó.